# Paramapania
Paramapania es un género de plantas herbáceas de la familia de las ciperáceas.  Comprende 14 especies descritas y de estas, solo 8 aceptadas.

## Taxonomía
El género fue descrito por Uittien y publicado en Recueil des Travaux Botaniques Néerlandais 32: 186. 1935. La especie tipo es: Paramapania radians

## Especies aceptadas
A continuación se brinda un listado de las especies del género Paramapania aceptadas hasta febrero de 2014, ordenadas alfabéticamente. Para cada una se indica el nombre binomial seguido del autor, abreviado según las convenciones y usos.
- Paramapania flaccida Uittien
- Paramapania gracillima
- Paramapania longirostris (Kük.) Uittien
- Paramapania parvibractea
- Paramapania parvibracteata
- Paramapania radians
- Paramapania rostrata
- Paramapania simplex